# Ictus (metrica)
L'ictus (latino ictus, icere, 'colpire', 'percuotere') è, nella metrica classica, l'atto del battere il piede, la mano o la bacchetta del direttore d'orchestra  per scandire e quindi avviare il ritmo poetico.
Ci giunge da Orazio la testimonianza di quanto detto sopra nella sua opera Carmina  dove scrive: «Lesbium servate pedem meique|pollicis ictum» ("rispettate questo ritmo di Lesbo al battito della mia mano").
Se in epoca classica l'ictus (colpo) corrispondeva alla battuta d'avvio data dalla bacchetta o da un equivalente appartenente al corpo umano, a partire dal II secolo l'ictus iniziò ad essere collegato alla voce e ad indicare l'arsi, cioè il tempo forte e accentato.
Nella metrica moderna, si usa quest'ultima accezione per distinguere l'accento metrico da quello grammaticale che non necessariamente coincidono.